# Bombyx de Staudinger
Lasiocampa staudingeri
Espèce
Le Bombyx de Staudinger (Lasiocampa staudingeri) est une espèce de lépidoptères (papillons) appartenant à la famille des Lasiocampidae, à la sous-famille des Lasiocampinae et au genre Lasiocampa.
- Répartition : Maghreb.
- Envergure du mâle : de 20 à 22 mm.
- Période de vol : d’août à janvier.
- Habitat : lieux secs.
- Plantes-hôtes : Artemisia, Genista...